# Pallenopsis patagonica
Pallenopsis patagonica is een zeespin uit de familie Pallenopsidae. De soort behoort tot het geslacht Pallenopsis. Pallenopsis patagonica werd in 1881 voor het eerst wetenschappelijk beschreven door Hoek. 